# Kaypro II
Kaypro II (Kaypro II) је био преносиви рачунар фирме Kaypro који је почео да се производи у САД током 1982. године.
Користио је Z80 микропроцесорску јединицу а RAM меморија рачунара је имала капацитет од 64 KB. 
Као оперативни систем кориштен је CP/M 2.2.

## Детаљни подаци
Детаљнији подаци о рачунару Kaypro II су дати у табели испод.
|                       |                                                            |
| [ 1 ]                 |                                                            |
| Произвођач            |                                                            |
| Тип                   | преносиви рачунар                                          |
| Меморија              | 64 KB                                                      |
| Поријекло             | Сједињене Америчке Државе                                  |
| Година                | 1982                                                       |
| Тастатура             | Пуни помак 78 тастера, тастери смјера                      |
| Процесор              |                                                            |
| Фреквенција процесора | 2.5                                                        |
| RAM                   | 64 KB                                                      |
| ROM                   | 2 KB                                                       |
| Текст                 | 80 знакова x 24 линије (матрица знакова: 5 x 8)            |
| Графика               | нема                                                       |
| Боја                  | уграђени 9-инчни монохроматски монитор са зеленим приказом |
| Звук                  | само пиштање                                               |
| Димензије             | 45 x 36 x 21 / 13                                          |
| Портови               |                                                            |
| Оперативни систем     |                                                            |